# Bikram Keshari Deo
Bikram Keshari „B.K.“ Deo (* 1952 in Bhabanipatna, Orissa; † 7. Oktober 2009 ebenda) war ein indischer Politiker.

## Biografie
Deo entstammte einer adeligen Familie aus dem Fürstenstaat Kalahandi. Seine politische Laufbahn begann er, als er 1985 als Kandidat der Bharatiya Janata Party (BJP) zum Abgeordneten der Staatsversammlung (State Assembly) des Bundesstaates Orissa gewählt wurde. Dieser gehörte er bis 1995 an und war zuletzt auch von 1990 bis 1995 Fraktionsvorsitzender der BJP. Im März 1998 wurde er Abgeordneter des Unterhauses des indischen Parlaments (Lok Sabha) und war dort während der 12. bis 14. Legislaturperiode bis Mai 2009 Vertreter der Interessen der BJP.
Deo starb an den Folgen eines Herzinfarkts in seiner Heimatstadt Bhabanipatna.